# 平凡社ライブラリー
平凡社ライブラリー（へいぼんしゃライブラリー）は、平凡社が刊行する叢書レーベル。

## 概要
文庫本より少し大判のHL判（ライブラリー版：一般的な新書と文庫の間の大きさが特徴）シリーズで、1993年6月に創刊発足した。大半が学術・教養書、文学書の再刊・増訂版で、文芸書やエッセイ集の再刊収録が多い新潮文庫や文春文庫とは性格が違い、選書版の性格も強い。
「東洋文庫」「中国古典文学大系」「平凡社選書」「叢書テオリア」など同社出版レーベルからの再刊書目も多いが、親本が平凡社以外で選書・新書版だった再刊・増刊書目も多い。新訳も古典（ガリア戦記など）を含め多数刊行している。
同じ特徴を持つ講談社学術文庫、ちくま学芸文庫、岩波現代文庫、中公クラシックス（新書版）と同様に、一般の文庫と比べ高価で、専門性が高い。網野善彦『異形の王権』や、加藤周一『加藤周一セレクション』、岩井克人『会社はこれからどうなるのか』など、初出・初刊が大学紀要や、ハードカバーなどで、通常の読者が接しにくい名著を多く再刊しているのが特徴で、収録書目からも日本の読書人が共有すべき名著を収蔵した「ライブラリー」（図書館）としたいという編集上の方針が強い。
小数だが読み易い「平凡社ライブラリー  offシリーズ」を刊行している。一旦品切した書目を、新装版として再刊することもある（『オーウェル評論集』など）。